# Radeon Pro
Radeon Pro es la marca de GPU de orientación profesional de AMD. Reemplazó la marca FirePro de AMD en 2016. En comparación con la marca Radeon para los principales productos de consumo/jugadores, la marca Radeon Pro está diseñada para usarse en estaciones de trabajo y ejecutar diseño asistido por computadora (CAD), imágenes generadas por computadora (CGI), creación de contenido digital (DCC), computación de alto rendimiento / GPGPU, y la creación y ejecución de programas y juegos de realidad virtual.
La línea de productos Radeon Pro compite directamente con Nvidia, es decir, su línea Quadro (descontinuada) de tarjetas profesionales para estaciones de trabajo.

## Productos

### Serie Radeon PRO

#### Radeon Pro Duo (2016)
La primera tarjeta que se lanzó con el nombre de Radeon Pro fue la GPU dual Radeon Pro Duo en abril de 2016. La tarjeta cuenta con 2 núcleos R9 Nano refrigerados por líquido y se comercializó fuertemente tanto para la ejecución como para la creación de contenido de realidad virtual con el eslogan "Para jugadores que crean y creadores que juegan". La estética y el marketing del Pro Duo siguen al del resto de productos Fury de la serie 300.

#### Radeon Pro Duo (2017)
En abril de 2017, AMD anunció una nueva versión de Radeon Pro Duo para su lanzamiento el mes siguiente. La versión más nueva del Pro Duo utiliza GPU duales de la arquitectura Polaris, usando las mismas GPU que en el WX7100. Si bien esto da como resultado una cantidad menor de unidades de cómputo y un rendimiento teórico más bajo, permite la inclusión de SDRAM GDDR5 de 32 GB y una potencia de placa más baja.

#### Radeon Pro SSG (Fiyi)
Con la arquitectura GCN 3 de AMD Radeon, la Radeon Pro SSG se presentó en julio de 2016. SSG son las siglas de Solid State Graphics, y la tarjeta combinará el núcleo Fiji de AMD con almacenamiento de estado sólido para aumentar el búfer de fotogramas para el renderizado. Por lo tanto, esta expansión del almacenamiento de acceso rápido aliviará el problema de la latencia que ocurre cuando una GPU tiene que recuperar información de un dispositivo de almacenamiento masivo a través de la CPU cuando la VRAM limitada de una tarjeta está al máximo en cargas de trabajo pesadas. Los usuarios podrán agregar hasta 1 TB de memoria flash PCIe M.2 NAND para mejorar los tiempos de procesamiento y limpieza. AMD demostró un aumento de 5,3 veces en el rendimiento en la limpieza de video de 8K. Este espacio de almacenamiento SSD puede estar disponible para el sistema operativo o controlado completamente por la GPU. La tarjeta Radeon Pro SSG con sede en Fiji estaba disponible como programa beta.

#### Radeon Pro SSG (Vega)
En julio de 2017, AMD lanzó la Radeon Pro SSG basada en Vega. La tarjeta utiliza 16 GB de memoria ECC de alto ancho de banda (HBM2) de segunda generación, una actualización de los 4 GB de memoria HBM de primera generación de la tarjeta basada en Fiji. La tarjeta Vega también aumentó el almacenamiento de estado sólido integrado a 2 TB.

#### Radeon Vega Frontier Edition
AMD anunció en mayo de 2017 Radeon Vega Frontier Edition, para su lanzamiento en junio de ese año. Si bien no tiene la marca de un producto Pro, la tarjeta se comercializa dentro de la serie Radeon Pro. Radeon Vega Frontier Edition utiliza la nueva "unidad de cómputo de próxima generación" y 16 GB de memoria HBM2 para un rendimiento esperado de 13,1 TFLOP de precisión simple y 26,2 TFLOP de precisión media. Finalmente, se lanzaron dos productos Frontier Edition con enfriamiento por aire o líquido. La parte de refrigeración líquida admitió un TDP más alto y pudo alcanzar y mantener velocidades de reloj más altas, pero, por lo demás, los dos productos tienen especificaciones de hardware similares.

### Serie Radeon Pro V
La serie Pro V se anunció en agosto de 2018 con la Radeon Pro V340 basada en Vega, una tarjeta insignia de doble GPU para usar en la virtualización de centros de datos, que admite hasta 32 máquinas virtuales a la vez, así como varios otros usos potenciales para diseño asistido por computadora, tareas generales de renderizado y escritorio como servicio. Se esperaba que estuviera disponible en el cuarto trimestre de ese año.

### Serie Radeon Pro WX
La serie Radeon Pro WX son tarjetas gráficas diseñadas específicamente para aplicaciones profesionales utilizadas en ingeniería, diseño, creación de contenido y ciencia. Las primeras tarjetas Radeon Pro con el prefijo WX que se anunciaron fueron la WX 7100, la WX 5100 y la WX 4100 en julio de 2016. Estas tarjetas basadas en Polaris están una vez más dirigidas al mercado profesional tradicional y están preparadas para reemplazar las series FirePro Wx100 y FirePro Wx300. Estas tarjetas, junto con Pro SSG, utilizarán el nuevo YInMn Blue, no tóxico y energéticamente eficiente, descubierto por Mas Subramanian. Esta estética única para la línea Radeon Pro distinguirá los productos profesionales de la serie Radeon de consumo.
La tarjeta más pequeña, la WX 4100 de altura media, se comercializa para su uso en estaciones de trabajo de factor de forma pequeño. Diseñado para motores de contenido en tiempo real y fabricación CAD y CAM, el WX 5100 se ubica entre el WX 4100 y el WX 7100 en términos de rendimiento, con este último una vez más comercializado con énfasis en la aplicación de VR y creación de otros medios, mientras que afirmando ser "La solución de estación de trabajo más asequible".

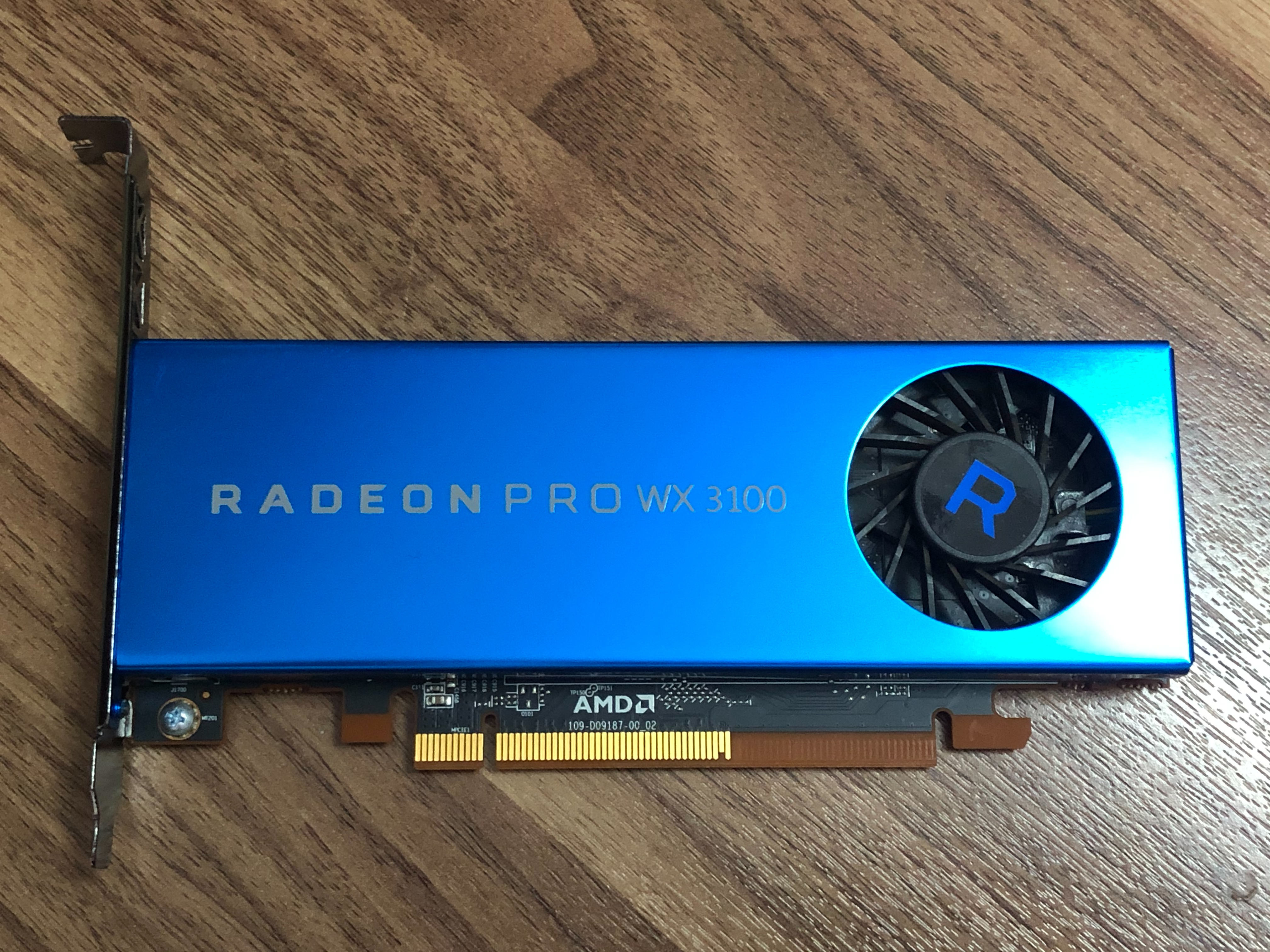
AMD Radeon Pro WX 3100

En junio de 2017, AMD anunció la incorporación de las tarjetas WX 2100 y WX 3100 de menor potencia a la serie Radeon Pro WX. Ambas tarjetas se basan en la GPU Polaris y tienen una potencia nominal de 1,25 TFLOPS. El WX 2100 tiene 2 GB de GDDR5 SDRAM, mientras que el WX 3100 tiene 4 GB de memoria GDDR5.
En septiembre de 2017, AMD lanzó el WX 9100 basado en la arquitectura Vega. La tarjeta cuenta con 16 GB de memoria ECC HBM2 y tiene una potencia nominal de 12,29 TFLOPS. Como el nuevo buque insignia de la línea WX, supera con creces el rendimiento del antiguo WX 7100, que tiene una potencia de 5,73 TFLOPS. El WX 9100 tiene controladores certificados por ISV (proveedor de software independiente) para aplicaciones profesionales que incluyen Siemens NX, PTC Creo, Dassault Systèmes CATIA y 3DExperience Platform, Dassault Systèmes SOLIDWORKS y Autodesk® Revit®. El WX 9100 es particularmente adecuado para cargas de trabajo de misión crítica y modelado científico complejo porque la memoria ECC ayuda a corregir "errores de bit único o doble como resultado de la radiación de fondo que ocurre naturalmente".

### Serie Radeon Pro 400
Las piezas de Mobile Radeon Pro se revelaron por primera vez con el lanzamiento de la actualización de 2016 de la MacBook Pro de 15" de Apple. Estas parecen ser piezas derivadas de Polaris 11 con 10-16 unidades de cómputo GCN de cuarta generación, que proporcionan entre 1 y 1,86 TFLOPS de rendimiento.

### Serie Radeon Pro 500
Lanzada junto con la actualización de Apple iMac 2017, la serie Radeon Pro 500 sirve como GPU para los iMac con pantalla Retina 4K y 5K. La gama de la serie 500 admite de 2 a 8 GB de RAM gráfica con un rendimiento de 1,3 a 5,5 TFLOPS.

### Serie Radeon Pro Vega
La línea de productos de GPU Radeon Pro Vega se anunció por primera vez en 2017 como parte del iMac Pro de Apple. Los dos modelos, Radeon Pro Vega 56 y 64, admiten 8 y 16 GB de memoria HBM2, respectivamente. El 30 de octubre de 2018, Apple agregó opciones de actualización de gráficos para su línea de MacBook Pro de 15 pulgadas que consta de Radeon Pro Vega 16 y 20. Derivada de la GPU Vega 12 que solo se usó en las computadoras portátiles Apple, ambas GPU cuentan con una pila de memoria HBM2 de 4 GB y un rendimiento de hasta 3,3 TFLOPS.
La segunda generación, Radeon Pro Vega II de 7 nm se anunció en 2019 como parte de la computadora de escritorio Mac Pro de tercera generación de Apple. El Pro Vega II admite 32 GB de memoria HBM2, mientras que el Pro Vega II Duo combina dos GPU Vega y admite 64 GB de memoria HBM2. El Mac Pro admite hasta dos tarjetas gráficas Pro Vega II o Pro Vega II Duo, lo que permite utilizar hasta cuatro GPU Vega y 128 GB de memoria HBM2 en un sistema.

#### Serie Radeon Pro VII
La Radeon Pro VII se anunció en mayo de 2020, como una variante profesional de la Radeon VII.

### Serie Radeon Pro 5000/5000M
Lanzado junto con el MacBook Pro de 16 pulgadas de Apple de 2019. Se anunciaron dos modelos, el 5300M y el 5500M. Ambos cuentan con interfaces de memoria GDDR6, con un ancho de banda de 192 GB/s. El 5500M admite hasta 8 GB de GDDR6 y 4,0 TFLOPS. En junio de 2020, se lanzó silenciosamente un nuevo modelo de GPU 5600M con 8 GB de memoria HBM2.

### Serie Radeon Pro W5000/W5000M
Radeon Pro W5700, que se basa en la arquitectura RDNA para estaciones de trabajo de escritorio, se lanzó oficialmente el 19 de noviembre de 2019. El modelo más pequeño Radeon Pro W5500 se lanzó en febrero de 2020.

### Serie Radeon Pro W6000/W6000M
Las primeras tarjetas de la serie W6000 basadas en RDNA2 se anunciaron oficialmente el 8 de junio de 2021 y se lanzaron en el tercer trimestre de 2021, con AMD Radeon Pro W6800, W6600 y W6600M para dispositivos móviles. El 19 de enero de 2022, también se lanzó el W6400.

## Software
La mayor parte de la computación profesional se realiza con la ayuda de las plataformas Radeon Open Compute y GPUOpen.

### Project Loom
En un evento de AMD en 2016, se anunció Project Loom como una colaboración entre AMD y Radiant Images. El programa de unión de fotos y videos acelerado por GPU en tiempo real complementará la plataforma de desarrollo de realidad virtual de AMD. Si bien la unión de fotos tradicional no es una tarea tan compleja, Project Loom tiene como objetivo mejorar los tiempos de renderizado cuando se le asigna la gran carga de trabajo de unir múltiples ángulos de alta resolución para formar una experiencia de realidad virtual de 360 grados, ya sea para auriculares o dispositivos móviles. Con el protocolo Direct GMA de AMD, el software permite que las tarjetas gráficas Radeon Pro funcionen directamente con el hardware de captura de video para unir un video de resolución 4k de 360 grados y 30 fps de 24 cámaras de 1080p a 60 fps.
El software debe ser competitivo con el SDK de video VRWorks 360 de Nvidia y, según se informa, está configurado para ser de código abierto a través de GPUOpen.

### ProRender
El sucesor de FireRender, Radeon ProRender funciona con programas de gráficos de gama alta como un renderizador 3D sin conexión fotorrealista OpenCL y un motor de trazado de rayos. ProRender pretende competir con programas como Iray de NVIDIA y otras soluciones propietarias costosas. Sin embargo, AMD está haciendo que ProRender sea gratuito y esté disponible para todo el hardware de gráficos. ProRender fue lanzado por AMD en junio de 2016 con soporte para Blender, 3D Studio Max, SolidWorks y Maya.

### Controlador
Se admite API OpenGL 4.5 y 4.6 está en desarrollo. API Vulkan 1.0 es compatible con todas las arquitecturas GCN. Vulkan 1.1 (GCN 2nd Gen. y superior) será compatible con controladores reales en 2018.
Al igual que con otras arquitecturas de GPU, el rendimiento de punto flotante depende de la precisión y la generación de GCN:
- En GCN de 4.ª generación, FP64 es 1/16 de FP32. Las tarjetas de juego más nuevas tienen mejores proporciones, lo que debería reflejarse en las versiones "Pro" derivadas más nuevas:
  - La tarjeta de juegos Radeon R9 295X2 lo ha aumentado hasta 1/8 FP32.
  - La tarjeta de juegos Radeon VII lo ha aumentado hasta 1/4 FP32.
  - La Radeon Pro Vega 20 tiene la relación aumentada a 1/2 FP32.
- En 5th Gen GCN, FP16 es el doble de FP32. En 1st Gen a 4th fue igual a FP32.

Para aquellos que requieren un mayor rendimiento de FP64, se puede emular una forma de FP64 distinta de la precisión doble de IEEE con las operaciones mucho más rápidas de FP32. El costo es de alrededor de ~ 1/3 de rendimiento en comparación con FP32, mucho mejor que lo que podría proporcionar el soporte nativo.

## Tabla de chips

### Puesto de trabajo

#### Serie Radeon PRO
| 2× | 8.9×109 596 mm2 |

| 2× | 4096:256:64 64 CU |

| 2× | 5.7×109 232 mm2 |

| 2× | 2304:128:32 36 CU |

#### Radeon Pro WX x100
| Modelo (Nombre en clave)        | Fecha de lanzamiento y precio       | Arquitectura y fab | Transistores y tamaño del chip | Núcleo            | Núcleo      | Tasa de relleno | Tasa de relleno | Poder de procesamiento (GFLOPS) | Poder de procesamiento (GFLOPS) | Poder de procesamiento (GFLOPS) | Memoria     | Memoria               | Memoria             | Memoria      | TBP   | Interfaz del bus | Puertos de salida gráficos |
| Modelo (Nombre en clave)        | Fecha de lanzamiento y precio       | Arquitectura y fab | Transistores y tamaño del chip | Config.           | Reloj (MHz) | Textura (GT/s)  | Píxel (GP/s)    | Media                           | Simple                          | Doble                           | Tamaño (GB) | Ancho de banda (GB/s) | Tipo de bus y ancho | Reloj (MT/s) | TBP   | Interfaz del bus | Puertos de salida gráficos |
| ------------------------------- | ----------------------------------- | ------------------ | ------------------------------ | ----------------- | ----------- | --------------- | --------------- | ------------------------------- | ------------------------------- | ------------------------------- | ----------- | --------------------- | ------------------- | ------------ | ----- | ---------------- | -------------------------- |
| Radeon Pro WX 2100 (Polaris 12) | 1 de junio de 2017 $149 USD         | GCN 4 GloFo 14 nm  | 2.2×109 103 mm2                | 512:32:16 8 CU    | 925 1219    | 29.6 39.0       | 14.8 19.5       | 947 1,250                       | 947 1,250                       | 59.2 78                         | 2           | 48                    | GDDR5 64-bit        | 6000         | 35 W  | PCIe 3.0×8       | 1× DP 1.4a 2× miniDP 1.4a  |
| Radeon Pro WX 3100 (Polaris 12) | 1 de junio de 2017 $199 USD         | GCN 4 GloFo 14 nm  | 2.2×109 103 mm2                | 512:32:16 8 CU    | 925 1219    | 29.6 39.0       | 14.8 19.5       | 947 1,250                       | 947 1,250                       | 59.2 78                         | 4           | 96                    | GDDR5 128-bit       | 6000         | 50 W  | PCIe 3.0×8       | 1× DP 1.4a 2× miniDP 1.4a  |
| Radeon Pro WX 4100 (Polaris 11) | 10 de noviembre de 2016 $399 USD    | GCN 4 GloFo 14 nm  | 3.0×109 123 mm2                | 1024:64:16 16 CU  | 1125 1201   | 72 76.9         | 18 19.2         | 2,304 2,460                     | 2,304 2,460                     | 144 154                         | 4           | 96                    | GDDR5 128-bit       | 7000         | 50 W  | PCIe 3.0×8       | 4× miniDP 1.4a             |
| Radeon Pro WX 5100 (Polaris 10) | 18 de noviembre de 2016 $499 USD    | GCN 4 GloFo 14 nm  | 5.7×109 232 mm2                | 1792:112:32 28 CU | 713 1086    | 79.85 121.6     | 22.8 34.75      | 2,555 3,892                     | 2,555 3,892                     | 159.7 243.3                     | 8           | 160                   | GDDR5 256-bit       | 5000         | 75 W  | PCIe 3.0×16      | 4× DP 1.4a                 |
| Radeon Pro WX 7100 (Polaris 10) | 10 de noviembre de 2016 $799 USD    | GCN 4 GloFo 14 nm  | 5.7×109 232 mm2                | 2304:144:32 36 CU | 1188 1243   | 171 179         | 38 39.78        | 4,150 5,728                     | 5,474 5,728                     | 342.1 358                       | 8           | 224                   | GDDR5 256-bit       | 7000         | 130 W | PCIe 3.0×16      | 4× DP 1.4a                 |
| Radeon Pro WX 9100 (Vega 10)    | 13 de septiembre de 2017 $2,199 USD | GCN 5 GloFo 14 nm  | 12.5×109 495mm2                | 4096:256:64 64 CU | 1200 1500   | 307.2 384.0     | 76.8 96.0       | 19,660 24,576                   | 9,830 12,288                    | 614.4 768                       | 16          | 484                   | HBM2 2048-bit       | 1890         | 230 W | PCIe 3.0×16      | 6× miniDP 1.4a             |

#### Radeon Pro WX x200
| Modelo (Nombre en clave)        | Fecha de lanzamiento y precio | Arquitectura y fab | Transistores y tamaño del chip | Núcleo            | Núcleo      | Tasa de relleno | Tasa de relleno | Poder de procesamiento (GFLOPS) | Poder de procesamiento (GFLOPS) | Poder de procesamiento (GFLOPS) | Memoria     | Memoria               | Memoria             | Memoria      | TBP   | Interfaz del bus | Puertos de salida gráficos |
| Modelo (Nombre en clave)        | Fecha de lanzamiento y precio | Arquitectura y fab | Transistores y tamaño del chip | Config.           | Reloj (MHz) | Textura (GT/s)  | Píxel (GP/s)    | Media                           | Simple                          | Doble                           | Tamaño (GB) | Ancho de banda (GB/s) | Tipo de bus y ancho | Reloj (MT/s) | TBP   | Interfaz del bus | Puertos de salida gráficos |
| ------------------------------- | ----------------------------- | ------------------ | ------------------------------ | ----------------- | ----------- | --------------- | --------------- | ------------------------------- | ------------------------------- | ------------------------------- | ----------- | --------------------- | ------------------- | ------------ | ----- | ---------------- | -------------------------- |
| Radeon Pro WX 3200 (Polaris 23) | 2 de julio de 2019 $199 USD   | GCN 4 GloFo 14 nm  | 2.2×109 103mm2                 | 640:32:16 10 CU   | 1295        | 41.44           | 20.72           | 1,658                           | 1,658                           | 103.6                           | 4           | 96                    | GDDR5 128-bit       | 6000         | 50 W  | PCIe 3.0×8       | 4× mini-DP 1.4a            |
| Radeon Pro WX 8200 (Vega 10)    | 13 de agosto de 2018 $999 USD | GCN 5 GloFo 14 nm  | 12.5×109 495mm2                | 3584:224:64 56 CU | 1200 1500   | 268.8 336.0     | 76.8 96.00      | 17,203 21,504                   | 8,601 10,752                    | 537.6 672.0                     | 8           | 512                   | HBM2 2048-bit       | 2000         | 230 W | PCIe 3.0×16      | 4× mini-DP 1.4a            |

#### Radeon Pro Vega (para Apple Mac Pro)
| Modelo (Nombre en clave)         | Fecha de lanzamiento y precio | Arquitectura y fab | Transistores y tamaño del chip | Núcleo                        | Núcleo      | Tasa de relleno | Tasa de relleno | Poder de procesamiento (GFLOPS) | Poder de procesamiento (GFLOPS) | Poder de procesamiento (GFLOPS) | Memoria     | Memoria               | Memoria             | Memoria      | TBP   | Interfaz del bus | Puertos de salida gráficos                 |
| Modelo (Nombre en clave)         | Fecha de lanzamiento y precio | Arquitectura y fab | Transistores y tamaño del chip | Config.                       | Reloj (MHz) | Textura (GT/s)  | Píxel (GP/s)    | Media                           | Simple                          | Doble                           | Tamaño (GB) | Ancho de banda (GB/s) | Tipo de bus y ancho | Reloj (MT/s) | TBP   | Interfaz del bus | Puertos de salida gráficos                 |
| -------------------------------- | ----------------------------- | ------------------ | ------------------------------ | ----------------------------- | ----------- | --------------- | --------------- | ------------------------------- | ------------------------------- | ------------------------------- | ----------- | --------------------- | ------------------- | ------------ | ----- | ---------------- | ------------------------------------------ |
| Radeon Pro Vega II (Vega 20)     | 2019 $2,800 USD               | GCN 5 TSMC 7 nm    | 13.23×109 331 mm2              | 4096:256:64 64 CU             | 1720        | 440.3           | 110.1           | 28,180                          | 14,090                          | 880                             | 32          | 1024                  | HBM2 4096-bit       | 2000         | 475 W | PCIe 3.0×16      | 4× Thunderbolt 3 (USB Type-C) 1× HDMI 2.0b |
| Radeon Pro Vega II Duo (Vega 20) | 2019 $5,600 USD               | GCN 5 TSMC 7 nm    | 13.23×109 331 mm2              | \| 2× \| 4096:256:64 64 CU \| | 1720        | 2× 440.3        | 2× 110.1        | 2× 28,180                       | 2× 14,090                       | 2× 880                          | 2× 32       | 2× 1024               | HBM2 2× 4096-bit    | 2000         | 475 W | PCIe 3.0×16      | 4× Thunderbolt 3 (USB Type-C) 1× HDMI 2.0b |
| 2×                               | 4096:256:64 64 CU             |                    |                                |                               |             |                 |                 |                                 |                                 |                                 |             |                       |                     |              |       |                  |                                            |

#### Radeon Pro VII
| Modelo (Nombre en clave) | Fecha de lanzamiento y precio | Arquitectura y fab | Transistores y tamaño del chip | Núcleo              | Núcleo      | Tasa de relleno | Tasa de relleno | Poder de procesamiento (GFLOPS) | Poder de procesamiento (GFLOPS) | Poder de procesamiento (GFLOPS) | Memoria     | Memoria               | Memoria             | Memoria      | TBP   | Interfaz del bus | Puertos de salida gráficos |
| Modelo (Nombre en clave) | Fecha de lanzamiento y precio | Arquitectura y fab | Transistores y tamaño del chip | Config.             | Reloj (MHz) | Textura (GT/s)  | Píxel (GP/s)    | Media                           | Simple                          | Doble                           | Tamaño (GB) | Ancho de banda (GB/s) | Tipo de bus y ancho | Reloj (MT/s) | TBP   | Interfaz del bus | Puertos de salida gráficos |
| ------------------------ | ----------------------------- | ------------------ | ------------------------------ | ------------------- | ----------- | --------------- | --------------- | ------------------------------- | ------------------------------- | ------------------------------- | ----------- | --------------------- | ------------------- | ------------ | ----- | ---------------- | -------------------------- |
| Radeon Pro VII (Vega 20) | 13 de mayo de 2020 $1,899 USD | GCN 5 TSMC 7 nm    | 13.23×109 331 mm2              | 3840:240:64 60 u.m. | 1400 1700   | 336.0 408.0     | 89.6 108.8      | 21,504 26,112                   | 10,752 13,056                   | 5,376 6,528                     | 16          | 1024                  | HBM2 4096 bits      | 2000         | 250 W | PCIe 4.0×16      | 6 × miniDP 1.4a            |

#### Serie Radeon Pro 5000 (para Apple iMac)
| Modelo (Nombre en clave)     | Fecha de lanzamiento | Arquitectura y fab | Transistores y tamaño del chip | Núcleo            | Núcleo      | Tasa de relleno | Tasa de relleno | Poder de procesamiento (GFLOPS) | Poder de procesamiento (GFLOPS) | Poder de procesamiento (GFLOPS) | Memoria     | Memoria               | Memoria             | Memoria      | TDP   | Interfaz del bus |
| Modelo (Nombre en clave)     | Fecha de lanzamiento | Arquitectura y fab | Transistores y tamaño del chip | Config.           | Reloj (MHz) | Textura (GT/s)  | Píxel (GP/s)    | Media                           | Simple                          | Doble                           | Tamaño (GB) | Ancho de banda (GB/s) | Tipo de bus y ancho | Reloj (MT/s) | TDP   | Interfaz del bus |
| ---------------------------- | -------------------- | ------------------ | ------------------------------ | ----------------- | ----------- | --------------- | --------------- | ------------------------------- | ------------------------------- | ------------------------------- | ----------- | --------------------- | ------------------- | ------------ | ----- | ---------------- |
| Radeon Pro 5300 (Navi 14)    | 4 de agosto de 2020  | RDNA TSMC N7       | 6.4×109 158 mm2                | 1280:80:32 20 CU  | 1000 1650   | 80 132          | 32 52.8         | 5,120 8,448                     | 2,560 4,224                     | 160 264                         | 4           | 224                   | GDDR6 128-bit       | 14000        | 130 W | PCIe 4.0×8       |
| Radeon Pro 5500 XT (Navi 14) | 4 de agosto de 2020  | RDNA TSMC N7       | 6.4×109 158 mm2                | 1536:96:32 24 CU  | 1187 1757   | 114 168.7       | 38 56.2         | 7,292 10,796                    | 3,646 5,398                     | 227.9 337.3                     | 8           | 224                   | GDDR6 128-bit       | 14000        | 130 W | PCIe 4.0×8       |
| Radeon Pro 5700 (Navi 10)    | 4 de agosto de 2020  | RDNA TSMC N7       | 10.3×109 251 mm2               | 2304:144:64 36 CU | 1243 1350   | 179 194.4       | 79.6 86.4       | 11,456 12,442                   | 5,728 6,221                     | 358 388.8                       | 8           | 384                   | GDDR6 256-bit       | 12000        | 130 W | PCIe 4.0×16      |
| Radeon Pro 5700 XT (Navi 10) | 4 de agosto de 2020  | RDNA TSMC N7       | 10.3×109 251 mm2               | 2560:160:64 40 CU | 1243 1499   | 198.9 239.8     | 79.6 95.94      | 12,728 15,350                   | 6,364 7,675                     | 397.8 479.7                     | 16          | 384                   | GDDR6 256-bit       | 12000        | 130 W | PCIe 4.0×16      |

#### Serie Radeon Pro W5000
| Modelo (Nombre en clave)   | Fecha de lanzamiento y precio    | Arquitectura y fab | Transistores y tamaño del chip | Núcleo            | Núcleo      | Tasa de relleno | Tasa de relleno | Poder de procesamiento (GFLOPS) | Poder de procesamiento (GFLOPS) | Poder de procesamiento (GFLOPS) | Memoria     | Memoria               | Memoria             | Memoria      | TDP   | Interfaz del bus | Puertos de salida gráficos   |
| Modelo (Nombre en clave)   | Fecha de lanzamiento y precio    | Arquitectura y fab | Transistores y tamaño del chip | Config.           | Reloj (MHz) | Textura (GT/s)  | Píxel (GP/s)    | Media                           | Simple                          | Doble                           | Tamaño (GB) | Ancho de banda (GB/s) | Tipo de bus y ancho | Reloj (MT/s) | TDP   | Interfaz del bus | Puertos de salida gráficos   |
| -------------------------- | -------------------------------- | ------------------ | ------------------------------ | ----------------- | ----------- | --------------- | --------------- | ------------------------------- | ------------------------------- | ------------------------------- | ----------- | --------------------- | ------------------- | ------------ | ----- | ---------------- | ---------------------------- |
| Radeon Pro W5500 (Navi 14) | 10 de febrero de 2020 $399 USD   | RDNA TSMC N7       | 6.4×109 158 mm2                | 1408:88:32 22 CU  | 1744 1855   | 153.4 163.2     | 55.8 59.36      | 9,822 10,450                    | 4,911 5,224                     | 306.9 326.5                     | 8           | 224                   | GDDR6 128-bit       | 14000        | 125 W | PCIe 4.0×8       | 4× DP 1.4a                   |
| Radeon Pro W5700 (Navi 10) | 19 de noviembre de 2019 $799 USD | RDNA TSMC N7       | 10.3×109 251 mm2               | 2304:144:64 36 CU | 1400 1880   | 201.6 270.7     | 89.6 120.3      | 12,902 17,330                   | 6,451 8,663                     | 403.2 541.4                     | 8           | 448                   | GDDR6 256-bit       | 14000        | 205 W | PCIe 4.0×16      | 5× miniDP 1.4a 1× USB Type-C |

#### Serie Radeon Pro W5000X (para Apple Mac Pro)
| Modelo (Nombre en clave)    | Fecha de lanzamiento    | Arquitectura y fab | Transistores y tamaño del chip | Núcleo            | Núcleo      | Tasa de relleno | Tasa de relleno | Poder de procesamiento (GFLOPS) | Poder de procesamiento (GFLOPS) | Poder de procesamiento (GFLOPS) | Memoria     | Memoria               | Memoria             | Memoria      | TDP   | Interfaz del bus | Puertos de salida gráficos    |
| Modelo (Nombre en clave)    | Fecha de lanzamiento    | Arquitectura y fab | Transistores y tamaño del chip | Config.           | Reloj (MHz) | Textura (GT/s)  | Píxel (GP/s)    | Media                           | Simple                          | Doble                           | Tamaño (GB) | Ancho de banda (GB/s) | Tipo de bus y ancho | Reloj (MT/s) | TDP   | Interfaz del bus | Puertos de salida gráficos    |
| --------------------------- | ----------------------- | ------------------ | ------------------------------ | ----------------- | ----------- | --------------- | --------------- | ------------------------------- | ------------------------------- | ------------------------------- | ----------- | --------------------- | ------------------- | ------------ | ----- | ---------------- | ----------------------------- |
| Radeon Pro W5500X (Navi 14) | 2020                    | RDNA TSMC N7       | 6.4×109 158 mm2                | 1536:96:32 24 CU  | 1757        | 163.2           | 59.36           | 11,200                          | 5,600                           | 326.5                           | 8           | 224                   | GDDR6 128-bit       | 14000        | 130 W | PCIe 4.0×8       | 2× HDMI 2.0b                  |
| Radeon Pro W5700X (Navi 10) | 11 de diciembre de 2019 | RDNA TSMC N7       | 10.3×109 251 mm2               | 2560:160:64 40 CU | 1243 1860   | 198.8 297.6     | 79.5 119.04     | 12,728 19,046                   | 6,364 9,523                     | 397.8 595.2                     | 16          | 448                   | GDDR6 256-bit       | 14000        | 250 W | PCIe 4.0×16      | 4× Thunderbolt 3 1× HDMI 2.0b |

#### Serie Radeon Pro W6000
| Modelo (Nombre en clave)   | Fecha de lanzamiento y precio | Arquitectura y fab | Transistores y tamaño del chip | Núcleo               | Núcleo      | Tasa de relleno | Tasa de relleno | Poder de procesamiento (GFLOPS) | Poder de procesamiento (GFLOPS) | Poder de procesamiento (GFLOPS) | Infinity Cache | Memoria     | Memoria               | Memoria             | Memoria      | TDP   | Interfaz del bus | Puertos de salida gráficos |
| Modelo (Nombre en clave)   | Fecha de lanzamiento y precio | Arquitectura y fab | Transistores y tamaño del chip | Config.              | Reloj (MHz) | Textura (GT/s)  | Píxel (GP/s)    | Media                           | Simple                          | Doble                           | Infinity Cache | Tamaño (GB) | Ancho de banda (GB/s) | Tipo de bus y ancho | Reloj (MT/s) | TDP   | Interfaz del bus | Puertos de salida gráficos |
| -------------------------- | ----------------------------- | ------------------ | ------------------------------ | -------------------- | ----------- | --------------- | --------------- | ------------------------------- | ------------------------------- | ------------------------------- | -------------- | ----------- | --------------------- | ------------------- | ------------ | ----- | ---------------- | -------------------------- |
| Radeon Pro W6300 (Navi 24) | Octubre de 2022 ?             | RDNA 2 TSMC N6     | 5.4×109 107 mm2                | 768:48:32:12 12 CU   | 1512 2040   | 72.58 97.92     | 48.38 65.28     | 4,644 6,267                     | 2.322 3,133                     | 145.1 195.8                     | 8 MB           | 2           | 64                    | GDDR6 32-bit        | 16000        | 25 W  | PCIe 4.0 ×4      | Ninguna                    |
| Radeon Pro W6400 (Navi 24) | 19 de enero de 2022 $229 USD  | RDNA 2 TSMC N6     | 5.4×109 107 mm2                | 768:48:32:12 12 CU   | 2331        | 111.9           | 74.59           | 7,161                           | 3,580                           | 223.8                           | 16 MB          | 4           | 128                   | GDDR6 64-bit        | 16000        | 50 W  | PCIe 4.0 ×4      | 2× DP 1.4a                 |
| Radeon Pro W6600 (Navi 23) | 8 de junio de 2021 $649 USD   | RDNA 2 TSMC N7     | 11.06×109 237 mm2              | 1792:112:64:28 28 CU | 2331 2903   | 261.1 325.1     | 149.2 185.8     | 16,709 20,809                   | 8,354 10,404                    | 522.1 650.3                     | 32 MB          | 8           | 224                   | GDDR6 128-bit       | 14000        | 130 W | PCIe 4.0×8       | 4× DP 1.4a                 |
| Radeon Pro W6800 (Navi 21) | 8 de junio de 2021 $2,249 USD | RDNA 2 TSMC N7     | 26.8×109 520 mm2               | 3840:240:96:60 60 CU | 2075 2320   | 498.0 556.8     | 199.2 222.7     | 31,872 35,635                   | 15,936 17,818                   | 996.0 1,114                     | 128 MB         | 32          | 512                   | GDDR6 256-bit       | 16000        | 250 W | PCIe 4.0×16      | 6× miniDP 1.4a             |

#### Serie Radeon Pro W6000X (para Apple Mac Pro)
| 2× | 26.8×109 520 mm2 |

| 2× | 3840:240:96:60 60 CU |

| 2× | 432.0 474.9 |

| 2× | 172.8 189.9 |

| 2× | 27,648 30,397 |

| 2× | 13,824 15,199 |

| 2× | 864.0 949.9 |

### Estación de trabajo móvil

#### Serie móvil Radeon Pro WX x100
- Potencia de media precisión (FP16) es igual a la potencia de precisión simple (FP32) en la 4.ª generación de GCN (en la 5.ª generación: media precisión (FP16) = 2x SP (FP32))

| Modelo (Nombre en clave)                 | Fecha de lanzamiento | Arquitectura y fab        | Transistores y tamaño del chip | Núcleo            | Núcleo      | Tasa de relleno | Tasa de relleno | Poder de procesamiento (GFLOPS) | Poder de procesamiento (GFLOPS) | Memoria     | Memoria               | Memoria             | Memoria      | TDP       | Interfaz del bus |
| Modelo (Nombre en clave)                 | Fecha de lanzamiento | Arquitectura y fab        | Transistores y tamaño del chip | Config.           | Reloj (MHz) | Textura (GT/s)  | Píxel (GP/s)    | Simple                          | Doble                           | Tamaño (GB) | Ancho de banda (GB/s) | Tipo de bus y ancho | Reloj (MT/s) | TDP       | Interfaz del bus |
| ---------------------------------------- | -------------------- | ------------------------- | ------------------------------ | ----------------- | ----------- | --------------- | --------------- | ------------------------------- | ------------------------------- | ----------- | --------------------- | ------------------- | ------------ | --------- | ---------------- |
| Radeon Pro WX 2100 (Mobile)(Polaris 12)  | 1 de marzo de 2017   | GCN 4 Samsung/GloFo 14LPP | 2.2×109 103 mm2                | 512:32:16 8 CU    | 925 1219    | 29.60 39.01     | 14.80 19.50     | 947.2 1,250                     | 59.20 78.02                     | 2           | 48                    | GDDR5 64-bit        | 6000         | 35 W      | PCIe 3.0×16      |
| Radeon Pro WX 3100 (Mobile) (Polaris 12) | 1 de marzo de 2017   | GCN 4 Samsung/GloFo 14LPP | 2.2×109 103 mm2                | 512:32:16 8 CU    | 925 1219    | 29.60 39.01     | 14.80 19.50     | 947.2 1,250                     | 59.20 78.02                     | 4           | 96                    | GDDR5 128-bit       | 6000         | 50 W      | PCIe 3.0×16      |
| Radeon Pro WX 4130 (Mobile) (Polaris 11) | 1 de marzo de 2017   | GCN 4 Samsung/GloFo 14LPP | 3.0×109 123 mm2                | 640:40:16 10 CU   | 1002 1053   | 40.08 42.12     | 16.03 16.85     | 1,282 1,348                     | 80.16 84.24                     | 4           | 96                    | GDDR5 128-bit       | 6000         | 50 W      | PCIe 3.0×16      |
| Radeon Pro WX 4150 (Mobile) (Polaris 11) | 1 de marzo de 2017   | GCN 4 Samsung/GloFo 14LPP | 3.0×109 123 mm2                | 896:56:16 14 CU   | 1002 1053   | 56.11 58.97     | 16.03 16.85     | 1,796 1,887                     | 112.2 117.9                     | 4           | 96                    | GDDR5 128-bit       | 6000         | 45-50 W   | PCIe 3.0×16      |
| Radeon Pro WX 4170 (Mobile) (Polaris 11) | 1 de marzo de 2017   | GCN 4 Samsung/GloFo 14LPP | 3.0×109 123 mm2                | 1024:64:16 16 CU  | 1002 1201   | 64.12 76.86     | 16.03 19.22     | 2,052 2,460                     | 128.3 153.7                     | 4           | 112                   | GDDR5 128-bit       | 6000         | 50-60 W   | PCIe 3.0×16      |
| Radeon Pro WX 7100 (Mobile) (Polaris 10) | 1 de marzo de 2017   | GCN 4 Samsung/GloFo 14LPP | 5.7×109 232 mm2                | 2304:144:32 36 CU | 1188 1243   | 171.1 179.0     | 38.0 39.78      | 5,474 5,728                     | 342.1 358.0                     | 8           | 160                   | GDDR5 256-bit       | 5000         | 100-130 W | PCIe 3.0×16      |
| Radeon Pro WX 7130 (Mobile) (Polaris 10) | 1 de marzo de 2017   | GCN 4 Samsung/GloFo 14LPP | 5.7×109 232 mm2                | 2304:144:32 36 CU | 1188 1243   | 171.1 179.0     | 38.0 39.78      | 5,474 5,728                     | 342.1 358.0                     | 8           | 160                   | GDDR5 256-bit       | 5000         | 100-130 W | PCIe 3.0×16      |

#### Serie Radeon Pro 400 (para Apple MacBook Pro)
| Modelo (Nombre en clave)    | Fecha de lanzamiento  | Arquitectura y fab | Transistores y tamaño del chip | Núcleo           | Núcleo      | Tasa de relleno | Tasa de relleno | Poder de procesamiento (GFLOPS) | Poder de procesamiento (GFLOPS) | Poder de procesamiento (GFLOPS) | Memoria     | Memoria               | Memoria             | Memoria      | TDP  | Interfaz del bus |
| Modelo (Nombre en clave)    | Fecha de lanzamiento  | Arquitectura y fab | Transistores y tamaño del chip | Config.          | Reloj (MHz) | Textura (GT/s)  | Píxel (GP/s)    | Media                           | Simple                          | Doble                           | Tamaño (GB) | Ancho de banda (GB/s) | Tipo de bus y ancho | Reloj (MT/s) | TDP  | Interfaz del bus |
| --------------------------- | --------------------- | ------------------ | ------------------------------ | ---------------- | ----------- | --------------- | --------------- | ------------------------------- | ------------------------------- | ------------------------------- | ----------- | --------------------- | ------------------- | ------------ | ---- | ---------------- |
| Radeon Pro 450 (Polaris 11) | 30 de octubre de 2016 | GCN 4 GloFo 14 nm  | 3.0×109 123 mm2                | 640:40:16 10 CU  | 800         | 32.00           | 12.80           | 1,024                           | 1,024                           | 64.00                           | 2           | 80                    | GDDR5 128-bit       | 5000         | 35 W | PCIe 3.0×8       |
| Radeon Pro 455 (Polaris 11) | 30 de octubre de 2016 | GCN 4 GloFo 14 nm  | 3.0×109 123 mm2                | 768:48:16 12 CU  | 855         | 41.04           | 13.68           | 1,313                           | 1,313                           | 82.08                           | 2           | 80                    | GDDR5 128-bit       | 5000         | 35 W | PCIe 3.0×8       |
| Radeon Pro460 (Polaris 11)  | 30 de octubre de 2016 | GCN 4 GloFo 14 nm  | 3.0×109 123 mm2                | 1024:64:16 16 CU | 850 907     | 54.40 58.05     | 13.60 14.51     | 1,741 1,858                     | 1,741 1,858                     | 108.8 116.1                     | 4           | 80                    | GDDR5 128-bit       | 5000         | 35 W | PCIe 3.0×8       |

#### Serie Radeon Pro 500 (para Apple iMac y MacBook Pro)
| Modelo (Nombre en clave)     | Fecha de lanzamiento | Arquitectura y fab | Transistores y tamaño del chip | Núcleo            | Núcleo      | Tasa de relleno | Tasa de relleno | Poder de procesamiento (GFLOPS) | Poder de procesamiento (GFLOPS) | Poder de procesamiento (GFLOPS) | Memoria     | Memoria               | Memoria             | Memoria      | TDP   | Interfaz del bus |
| Modelo (Nombre en clave)     | Fecha de lanzamiento | Arquitectura y fab | Transistores y tamaño del chip | Config.           | Reloj (MHz) | Textura (GT/s)  | Píxel (GP/s)    | Media                           | Simple                          | Doble                           | Tamaño (GB) | Ancho de banda (GB/s) | Tipo de bus y ancho | Reloj (MT/s) | TDP   | Interfaz del bus |
| ---------------------------- | -------------------- | ------------------ | ------------------------------ | ----------------- | ----------- | --------------- | --------------- | ------------------------------- | ------------------------------- | ------------------------------- | ----------- | --------------------- | ------------------- | ------------ | ----- | ---------------- |
| Radeon Pro 555 (Polaris 21)  | 6 de junio de 2017   | GCN 4 GloFo 14 nm  | 3.0×109 123 mm2                | 768:48:16 12 CU   | 850         | 40.80           | 13.60           | 1,306                           | 1,306                           | 81.60                           | 2           | 81.60                 | GDDR5 128-bit       | 5100         | 50 W  | PCIe 3.0×16      |
| Radeon Pro 555X (Polaris 21) | 16 de julio de 2018  | GCN 4 GloFo 14 nm  | 3.0×109 123 mm2                | 768:48:16 12 CU   | 907         | 43.54           | 14.51           | 1,393                           | 1,393                           | 87.07                           | 4           | 94.08                 | GDDR5 128-bit       | 5900         | 50 W  | PCIe 3.0×16      |
| Radeon Pro 560 (Polaris 21)  | 6 de junio de 2017   | GCN 4 GloFo 14 nm  | 3.0×109 123 mm2                | 1024:64:16 16 CU  | 907         | 58.05           | 14.51           | 1,858                           | 1,858                           | 116.1                           | 4           | 81.28                 | GDDR5 128-bit       | 5100         | 50 W  | PCIe 3.0×16      |
| Radeon Pro 560X (Polaris 21) | 16 de julio de 2018  | GCN 4 GloFo 14 nm  | 3.0×109 123 mm2                | 1024:64:16 16 CU  | 1004        | 64.26           | 16.06           | 2,056                           | 2,056                           | 128.5                           | 4           | 94.08                 | GDDR5 128-bit       | 5900         | 75 W  | PCIe 3.0×16      |
| Radeon Pro 570 (Polaris 20)  | 6 de junio de 2017   | GCN 4 GloFo 14 nm  | 5.7×109 232 mm2                | 1792:112:32 28 CU | 1000 1105   | 112.0 123.8     | 32.00 35.36     | 3,584 3,960                     | 3,584 3,960                     | 224.0 247.5                     | 4           | 217.0                 | GDDR5 256-bit       | 6800         | 120 W | PCIe 3.0×16      |
| Radeon Pro 570X (Polaris 20) | 18 de marzo de 2019  | GCN 4 GloFo 14 nm  | 5.7×109 232 mm2                | 1792:112:32 28 CU | 1000 1105   | 112.0 123.8     | 32.00 35.36     | 3,584 3,960                     | 3,584 3,960                     | 224.0 247.5                     | 4           | 217.6                 | GDDR5 256-bit       | 6800         | 150 W | PCIe 3.0×16      |
| Radeon Pro 575 (Polaris 20)  | 6 de junio de 2017   | GCN 4 GloFo 14 nm  | 5.7×109 232 mm2                | 2048:128:32 32 CU | 1096        | 140.3           | 35.07           | 4,489                           | 4,489                           | 280.6                           | 4           | 217.0                 | GDDR5 256-bit       | 6800         | 120 W | PCIe 3.0×16      |
| Radeon Pro 575X (Polaris 20) | 18 de marzo de 2019  | GCN 4 GloFo 14 nm  | 5.7×109 232 mm2                | 2048:128:32 32 CU | 1096        | 140.3           | 35.07           | 4,489                           | 4,489                           | 280.6                           | 4           | 217.6                 | GDDR5 256-bit       | 6800         | 150 W | PCIe 3.0×16      |
| Radeon Pro 580 (Polaris 10)  | 6 de junio de 2017   | GCN 4 GloFo 14 nm  | 5.7×109 232 mm2                | 2304:144:32 36 CU | 1100 1200   | 158.4 172.8     | 35.2 38.4       | 5,069 5,530                     | 5,069 5,530                     | 316.8 345.6                     | 8           | 217.0                 | GDDR5 256-bit       | 6800         | 150 W | PCIe 3.0×16      |
| Radeon Pro 580X (Polaris 10) | 18 de marzo de 2019  | GCN 4 GloFo 14 nm  | 5.7×109 232 mm2                | 2304:144:32 36 CU | 1100 1200   | 158.4 172.8     | 35.2 38.4       | 5,069 5,530                     | 5,069 5,530                     | 316.8 345.6                     | 8           | 218.9                 | GDDR5 256-bit       | 6800         | 185 W | PCIe 3.0×16      |

#### Serie móvil Radeon Pro WX x200
| Modelo (Nombre en clave)                 | Fecha de lanzamiento | Arquitectura y fab | Transistores y tamaño del chip | Núcleo            | Núcleo      | Tasa de relleno | Tasa de relleno | Poder de procesamiento (GFLOPS) | Poder de procesamiento (GFLOPS) | Poder de procesamiento (GFLOPS) | Memoria     | Memoria               | Memoria             | Memoria      | TDP  | Interfaz del bus |
| Modelo (Nombre en clave)                 | Fecha de lanzamiento | Arquitectura y fab | Transistores y tamaño del chip | Config.           | Reloj (MHz) | Textura (GT/s)  | Píxel (GP/s)    | Media                           | Simple                          | Doble                           | Tamaño (GB) | Ancho de banda (GB/s) | Tipo de bus y ancho | Reloj (MT/s) | TDP  | Interfaz del bus |
| ---------------------------------------- | -------------------- | ------------------ | ------------------------------ | ----------------- | ----------- | --------------- | --------------- | ------------------------------- | ------------------------------- | ------------------------------- | ----------- | --------------------- | ------------------- | ------------ | ---- | ---------------- |
| Radeon Pro WX 3200 (Mobile) (Polaris 23) | 1 de marzo de 2017   | GCN 4 GloFo 14 nm  | 2.2×109 103 mm2                | 640:32:16 10 u.m. | 1082 1295   | 34.62 41.44     | 17.31 20.72     | 1,385 1,658                     | 1,385 1,658                     | 86.56 103.6                     | 4           | 64                    | GDDR5 128 bits      | 4000         | 65 W | PCIe 3.0 ×8      |

#### Serie Radeon Pro Vega (para Apple iMac y MacBook Pro)
| Modelo (Nombre en clave)      | Fecha de lanzamiento    | Arquitectura y fab | Transistores y tamaño del chip | Núcleo            | Núcleo      | Tasa de relleno | Tasa de relleno | Poder de procesamiento (GFLOPS) | Poder de procesamiento (GFLOPS) | Poder de procesamiento (GFLOPS) | Memoria     | Memoria               | Memoria             | Memoria      | TDP   | Interfaz del bus |
| Modelo (Nombre en clave)      | Fecha de lanzamiento    | Arquitectura y fab | Transistores y tamaño del chip | Config.           | Reloj (MHz) | Textura (GT/s)  | Píxel (GP/s)    | Media                           | Simple                          | Doble                           | Tamaño (GB) | Ancho de banda (GB/s) | Tipo de bus y ancho | Reloj (MT/s) | TDP   | Interfaz del bus |
| ----------------------------- | ----------------------- | ------------------ | ------------------------------ | ----------------- | ----------- | --------------- | --------------- | ------------------------------- | ------------------------------- | ------------------------------- | ----------- | --------------------- | ------------------- | ------------ | ----- | ---------------- |
| Radeon Pro Vega 16 (Vega 12)  | 14 de noviembre de 2018 | GCN 5 GloFo 14 nm  | ?                              | 1024:64:32 16 CU  | 815 1190    | 52.16 76.16     | 26.08 38.08     | 3,338 4,874                     | 1,669 2,437                     | 104.3 152.3                     | 4           | 307.2                 | HBM2 1024-bit       | 2400         | 50 W  | PCIe 3.0×16      |
| Radeon Pro Vega 20 (Vega 12)  | 14 de noviembre de 2018 | GCN 5 GloFo 14 nm  | ?                              | 1280:80:32 20 CU  | 815 1283    | 65.20 102.6     | 26.08 41.06     | 4,173 6,569                     | 2,086 3,285                     | 130.4 205.3                     | 4           | 189.4                 | HBM2 1024-bit       | 1480         | 50 W  | PCIe 3.0×16      |
| Radeon Pro Vega 48 (Vega 10)  | 19 de marzo de 2019     | GCN 5 GloFo 14 nm  | 12.5×109 495 mm2               | 3072:192:64 48 CU | 1200        | 230.4           | 76.80           | 14,746                          | 7,373                           | 460.8                           | 8           | 402.4                 | HBM2 2048-bit       | 1572         | ?     | PCIe 3.0×16      |
| Radeon Pro Vega 56 (Vega 10)  | 17 de agosto de 2017    | GCN 5 GloFo 14 nm  | 12.5×109 495 mm2               | 3584:224:64 56 CU | 1138 1250   | 254.9 280.0     | 72.83 80.00     | 16,314 17,920                   | 8,157 8,960                     | 509.8 560.0                     | 8           | 402.4                 | HBM2 2048-bit       | 1572         | 120 W | PCIe 3.0×16      |
| Radeon Pro Vega 64 (Vega 10)  | 17 de junio de 2017     | GCN 5 GloFo 14 nm  | 12.5×109 495 mm2               | 4096:256:64 64 CU | 1250 1350   | 320.0 345.6     | 80.00 86.40     | 20,480 22,118                   | 10,240 11,059                   | 640.0 691.2                     | 16          | 402.4                 | HBM2 2048-bit       | 1572         | ?     | PCIe 3.0×16      |
| Radeon Pro Vega 64X (Vega 10) | 19 de marzo de 2019     | GCN 5 GloFo 14 nm  | 12.5×109 495 mm2               | 4096:256:64 64 CU | 1250 1468   | 320.0 375.8     | 80.00 93.95     | 20,480 24,051                   | 10,240 12,026                   | 640.0 751.6                     | 16          | 512.0                 | HBM2 2048-bit       | 2000         | ?     | PCIe 3.0×16      |

#### Serie Radeon Pro 5000M (para Apple MacBook Pro)
| Modelo (Nombre en clave)   | Fecha de lanzamiento    | Arquitectura y fab | Transistores y tamaño del chip | Núcleo            | Núcleo      | Tasa de relleno | Tasa de relleno | Poder de procesamiento (GFLOPS) | Poder de procesamiento (GFLOPS) | Poder de procesamiento (GFLOPS) | Memoria     | Memoria               | Memoria             | Memoria      | TDP  | Interfaz del bus |
| Modelo (Nombre en clave)   | Fecha de lanzamiento    | Arquitectura y fab | Transistores y tamaño del chip | Config.           | Reloj (MHz) | Textura (GT/s)  | Píxel (GP/s)    | Media                           | Simple                          | Doble                           | Tamaño (GB) | Ancho de banda (GB/s) | Tipo de bus y ancho | Reloj (MT/s) | TDP  | Interfaz del bus |
| -------------------------- | ----------------------- | ------------------ | ------------------------------ | ----------------- | ----------- | --------------- | --------------- | ------------------------------- | ------------------------------- | ------------------------------- | ----------- | --------------------- | ------------------- | ------------ | ---- | ---------------- |
| Radeon Pro 5300M (Navi 14) | 13 de noviembre de 2019 | RDNA TSMC N7       | 6.4×109 158 mm2                | 1280:80:32 20 CU  | 1000 1250   | 80.00 100.0     | 32.00 40.00     | 5,120 6,400                     | 2,560 3,200                     | 160.0 200.0                     | 4           | 192                   | GDDR6 128-bit       | 12000        | 50 W | PCIe 4.0×8       |
| Radeon Pro 5500M (Navi 14) | 13 de noviembre de 2019 | RDNA TSMC N7       | 6.4×109 158 mm2                | 1536:96:32 24 CU  | 1000 1300   | 96.00 124.8     | 32.00 41.60     | 6,144 8,908                     | 3,072 4,454                     | 192.0 278.4                     | 4 8         | 192                   | GDDR6 128-bit       | 12000        | 50 W | PCIe 4.0×8       |
| Radeon Pro 5600M (Navi 12) | 15 de junio de 2020     | RDNA TSMC N7       | ?                              | 2560:160:64 40 CU | 1000 1035   | 160.0 165.6     | 64.00 66.24     | 10,240 10,598                   | 5,120 5,299                     | 320.0 331.2                     | 8           | 394                   | HBM2 2048-bit       | 1540         | 50 W | PCIe 4.0×16      |

#### Serie Radeon Pro W5000M (para Apple MacBook Pro)
| Modelo (Nombre en clave)    | Fecha de lanzamiento  | Arquitectura y fab | Transistores y tamaño del chip | Núcleo           | Núcleo      | Tasa de relleno | Tasa de relleno | Poder de procesamiento (GFLOPS) | Poder de procesamiento (GFLOPS) | Poder de procesamiento (GFLOPS) | Memoria     | Memoria               | Memoria             | Memoria      | TDP     | Interfaz del bus |
| Modelo (Nombre en clave)    | Fecha de lanzamiento  | Arquitectura y fab | Transistores y tamaño del chip | Config.          | Reloj (MHz) | Textura (GT/s)  | Píxel (GP/s)    | Media                           | Simple                          | Doble                           | Tamaño (GB) | Ancho de banda (GB/s) | Tipo de bus y ancho | Reloj (MT/s) | TDP     | Interfaz del bus |
| --------------------------- | --------------------- | ------------------ | ------------------------------ | ---------------- | ----------- | --------------- | --------------- | ------------------------------- | ------------------------------- | ------------------------------- | ----------- | --------------------- | ------------------- | ------------ | ------- | ---------------- |
| Radeon Pro W5500M (Navi 14) | 10 de febrero de 2020 | RDNA TSMC N7       | 6.4×109 158 mm2                | 1408:88:32 22 CU | 1000 1700   | 88.00 149.6     | 32.00 54.40     | 5,632 9,574                     | 2,816 4,787                     | 176.0 299.2                     | 4           | 224                   | GDDR6 128-bit       | 14000        | 65-85 W | PCIe 4.0×8       |

#### Serie Radeon Pro W6000M
| Modelo (Nombre en clave)    | Fecha de lanzamiento | Arquitectura y fab | Transistores y tamaño del chip | Núcleo               | Núcleo      | Tasa de relleno | Tasa de relleno | Poder de procesamiento (GFLOPS) | Poder de procesamiento (GFLOPS) | Poder de procesamiento (GFLOPS) | InfinityCaché | Memoria     | Memoria               | Memoria             | Memoria      | TDP     | Interfaz del bus |
| Modelo (Nombre en clave)    | Fecha de lanzamiento | Arquitectura y fab | Transistores y tamaño del chip | Config.              | Reloj (MHz) | Textura (GT/s)  | Píxel (GP/s)    | Media                           | Simple                          | Doble                           | InfinityCaché | Tamaño (GB) | Ancho de banda (GB/s) | Tipo de bus y ancho | Reloj (MT/s) | TDP     | Interfaz del bus |
| --------------------------- | -------------------- | ------------------ | ------------------------------ | -------------------- | ----------- | --------------- | --------------- | ------------------------------- | ------------------------------- | ------------------------------- | ------------- | ----------- | --------------------- | ------------------- | ------------ | ------- | ---------------- |
| Radeon Pro W6300M (Navi 24) | 19 de enero de 2022  | RDNA 2 TSMC N6     | 5.4×109 107 mm2                | 768:48:32:12 12 CU   | 2214        | 106.3           | 70.8            | 6,801                           | 3,401                           | 212.5                           | 8 MB          | 2           | 64                    | GDDR6 32-bit        | 14000        | 25 W    | PCIe 4.0×4       |
| Radeon Pro W6500M (Navi 24) | 19 de enero de 2022  | RDNA 2 TSMC N6     | 5.4×109 107 mm2                | 1024:64:32:16 16 CU  | 2588        | 165.6           | 82.8            | 10,478                          | 5,239                           | 327.4                           | 16 MB         | 4           | 128                   | GDDR6 64-bit        | 14000        | 35-50 W | PCIe 4.0×4       |
| Radeon Pro W6600M (Navi 23) | 8 de junio de 2021   | RDNA 2 TSMC N7     | 11.06×109 237 mm2              | 1792:112:64:28 28 CU | 2200 2900   | 246.4 324.8     | 140.8 185.6     | 15,770 20,787                   | 7,885 10,394                    | 492.8 649.6                     | 32 MB         | 8           | 224                   | GDDR6 128-bit       | 14000        | 65-90 W | PCIe 4.0×16      |

### GPU para centros de datos

#### Serie Radeon Pro V
| 2× | 12.5×109 495 mm2 |

| 2× | 3584:224:64:- 56 CU |

| 2× | 190.8 336.0 |

| 2× | 54.52 96.00 |

| 2× | 12,214 21,504 |

| 2× | 6,107 10,752 |

| 2× | 381.7 672.0 |